# Nototodarus sloanii
Nototodarus sloanii är en bläckfiskart som först beskrevs av Gray 1849.  Nototodarus sloanii ingår i släktet Nototodarus och familjen Ommastrephidae. Inga underarter finns listade i Catalogue of Life.